# Raphael Gualazzi

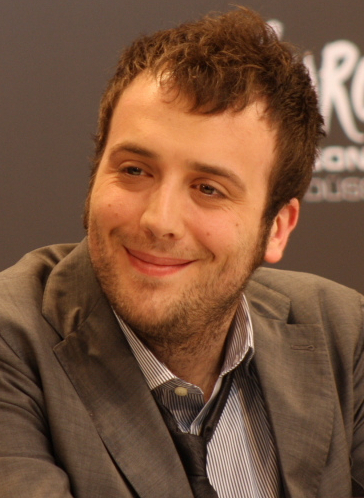
Raphael Gualazzi

Raphael Gualazzi, född 11 november 1981 i Urbino, är en italiensk sångare och pianist.
Den 19 februari 2011 vann Gualazzi Sanremofestivalen 2011, och han kom därmed att representera Italien vid Eurovision Song Contest. Detta blev Italiens comeback till tävlingen sedan man inte tävlat mellan år 1997 och 2011. Han deltog med låten "Madness of Love"  som slutade på en andraplats i tävlingen.